# 旧パレス・ホテルビル

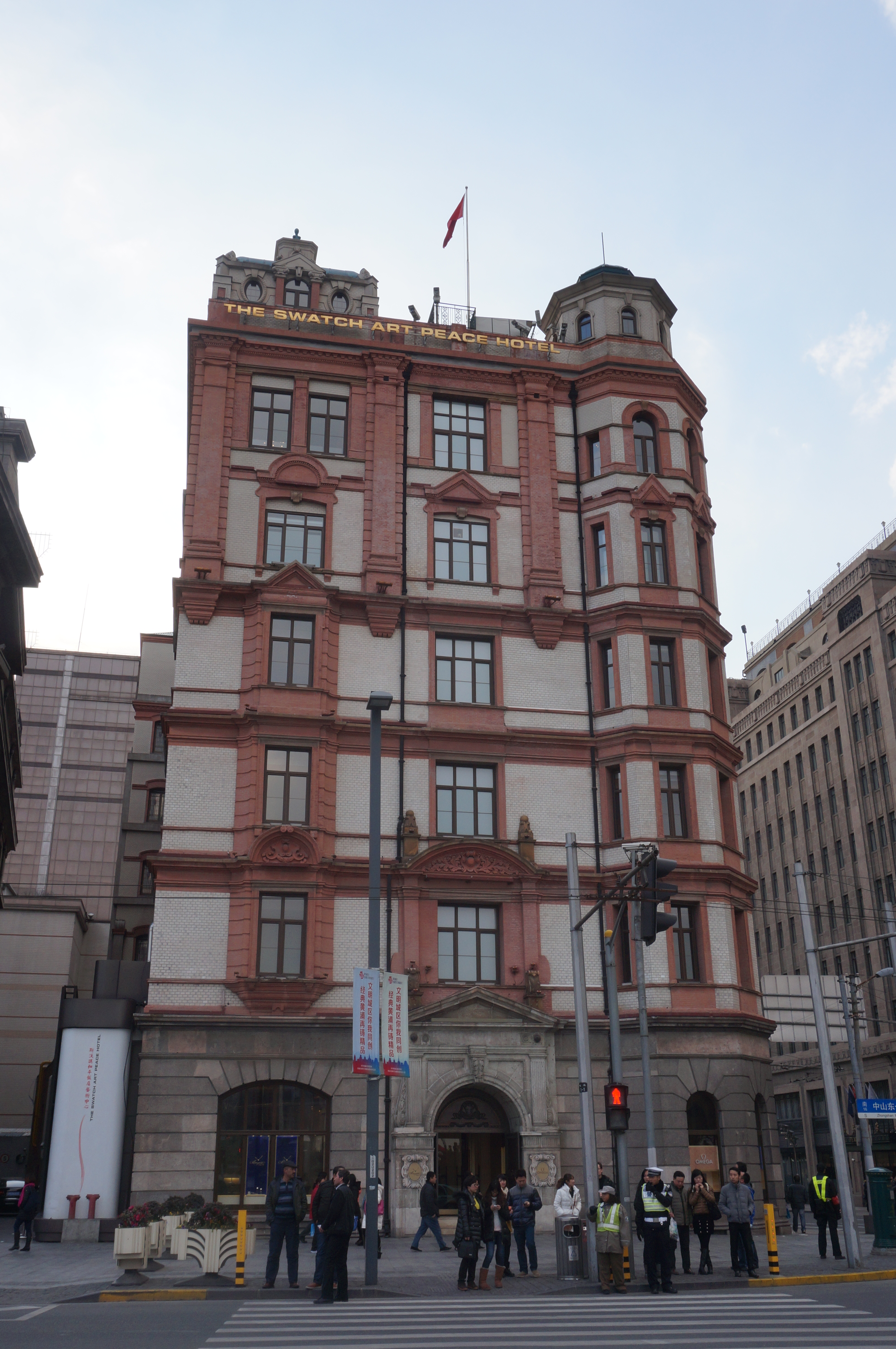
パレスホテルビル

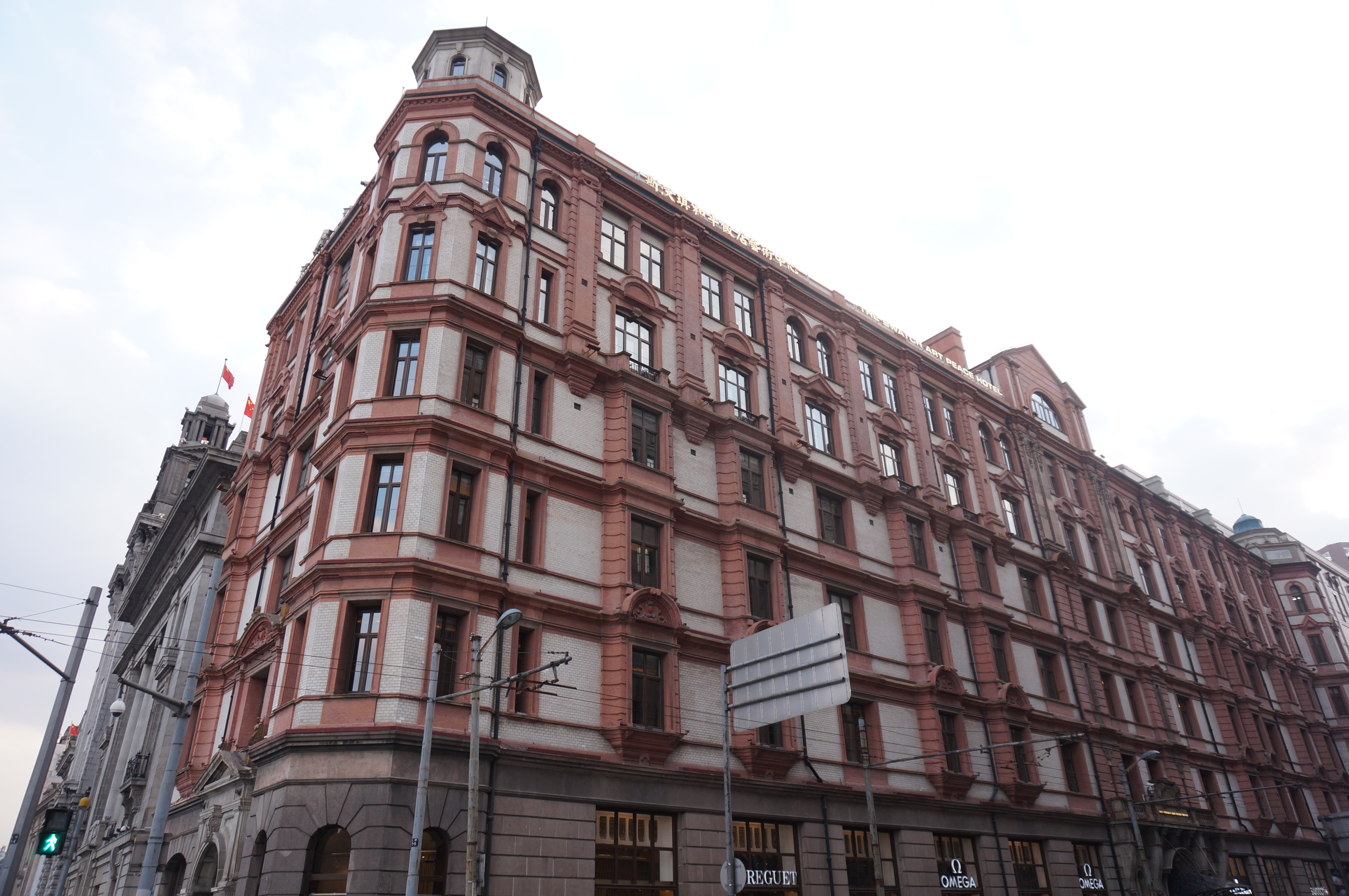
パレスホテルビル

パレス・ホテルビル（英語: Palace Hotel Building、中国語: 匯中飯店大樓）は、上海外灘の南京路の南に位置する建物。古い地番から外灘19号、南京路20号という名前でも呼ばれる。現在はスウォッチ和平飯店芸術センターとして使用されている。

## 歴史
この場所には3階建ての中央飯店（英名：セントラル・ホテル）（1854年竣工）があった。これは上海において外国資本により建てられたホテルの中で最も古いもので、竣工当時、上海では最も豪華のものであった。また、香港上海銀行の上海分行が一時置かれている（1865年-1874年）。
1903年に匯中飯店と改称し、1906年にはレンガと木造によって高さ30メートルのルネサンス様式6階建に建て替えられ、1908年に英名をパレス・ホテルとして開業した。1909年には最初の世界反麻薬連盟の会合が行われた。1914年には6階で火災が起こり、屋上にあったバロック様式のあずまや2棟と屋上庭園が焼失した。1930年代にはそれまで禁止されていた中国人の立ち入りが許可された。
日中戦争以後は日本軍に占拠されていたが、日本の敗戦後は香港上海飯店によってホテルとしての営業を再開した。1947年に華僑の鄭中和によって買収され、解放後も経営を続けていたが1952年に営業を停止した。その後、建物は上海市建工局によって使用されたが、1965年に和平飯店南楼としてホテルとしての営業を再開した。

## 特徴
現在のビルは1908年に完成した。建築面積は2125m2に及び、全床面積は11607m2になった。この建物はレンガの薄板構造を持っており、6階建てで30mに達する高さがあった。外部はルネッサンス風建築であり、ホテルは120の客室を持っており、また、上海、および中国で最初にエレベーターを備えた建物であった。